# Juan Alejandro González
Juan Alejandro González (Pereira, Risaralda, Colombia; 29 de septiembre de 1984) es un futbolista colombiano. Juega como delantero.

## Clubes
| Club                   | País      | Año         |
| ---------------------- | --------- | ----------- |
| Alianza Petrolera      | Colombia  | 2007        |
| Atlético Bello         | Colombia  | 2007        |
| Llaneros de Guanare FC | Venezuela | 2008        |
| Atlético Nacional      | Colombia  | 2009        |
| Llaneros de Guanare FC | Venezuela | 2009        |
| Zamora FC              | Venezuela | 2010        |
| Real Santander         | Colombia  | 2010        |
| Deportivo Rionegro     | Colombia  | 2011        |
| Real Cartagena         | Colombia  | 2011 - 2012 |
| Patriotas              | Colombia  | 2013        |
| Deportes Quindío       | Colombia  | 2013        |
| Real Cartagena         | Colombia  | 2013        |